# Darius Perry
Darius James Perry (Powder Springs, 13 marzo 1999) è un cestista statunitense.